# 클리프 드 영
클리프 디영(Clifford Tobin DeYoung, 1945년 2월 12일 ~ )은 미국의 배우, 가수이다.
로스앤젤레스에서 태어났다.

## 출연 작품
- 와일드 (2014년) - 에드 역
- 로드 투 노웨어 (2010년)
- 2012 둠즈데이 (2008년)
- 더 헌트 (2006년) - 존 역
- Path to War (2002)
- 씨크릿 오브 조이 (2002년)
- 런어웨이 (2000년)
- 살인 공모 (2000년)
- 맨 헌팅 (1999년)
- 조지 웰러스 (1997년)
- 수어싸이드 킹 (1997년)
- 앤더슨빌 (1996년)
- 크래프트 (1996년) - 미스터 베일리 역
- 백색지대 (1996년)
- 카르노사우르 2 (1995년)
- 스타퀘스트 (1994년)
- 남과 북 3 (1994년)
- 공포 비행 (1994년)
- 토미노커스 (1993년)
- 스케이트보드 키드 (1993년)
- 닥터 기글 (1992년)
- 나일스 (1992년)
- 못말리는 고스트 (1992년)
- N.Y.P.D. 마운티드 (1991년)
- 마약 전쟁 (1991년)
- 동반 탈주 (1990년)
- 비둘기가 떠나갈 때 (1990년)
- 루드 어웨이커닝 (1989년)
- 영광의 깃발 (1989년) - Col. 제임스 M. 몽고메리 역
- 위험한 관계 (1988년)
- 댄스 파티 (1988년)
- 악령의 전류 (1988년)
- 코드 네임 댄서 (1987년)
- 협곡의 실종 (1986년)
- 에프 엑스 (1986년) - 립턴 역
- 시크릿 어드마이어 (1985년) - 조지 라이언 역
- 살의 (1985년)
- 케네디가의 신화 (1985년)
- 프로토콜 (1984년)
- 레크레스 (1984년)
- 악마의 키스 (1983년) - 톰 헤이버 역
- 쇼크 트리트먼트 (1981년)
- 블루 칼라 (1978년)
- 마틴 루터 킹 (1978년)
- 우주 전쟁 (1975년)
- 해리와 톤토 (1974년)
- 선샤인 (1973년)

### 텔레비전
- 더 영 앤 더 레스트리스 (1973년)
- 로보캅 - TV 시리즈 (1994년)
- 닥터슬론 (1993년)
- 사랑을 위하여 (1996년)